# Młyn w Woli Marzeńskiej
Młyn w Woli Marzeńskiej – zabytkowy drewniany młyn wodno-elektryczny nad Grabią wybudowany pod koniec XIX w., znajdujący się w Woli Marzeńskiej, w gminie Sędziejowice, w województwie łódzkim. Obiekt wpisany do gminnej ewidencji zabytków.

## Historia miejsca
Według lokalnej tradycji młyn wodny w Woli Marzeńskiej istniał od niepamiętnych czasów. W XIX w. niemal w tym samym miejscu istniał drewniany, parterowy młyn. Był to budynek na rzucie prostokąta. Posiadał dach czterospadowy kryty gontami. Był ustawiony częściowo na lądzie na kamiennych fundamentach, a częściowo na palach dębowych nad wodą, był poruszany kołem wodnym podsiębiernym. Jego wyposażenie stanowiły: 1 para kamieni śląskich, 1 para kamieni francuskich, żubrownik, perlak i jagielnik. Był to młyn typu gospodarczego pracujący na potrzeby okolicznych mieszkańców, produkujący głównie  mąkę razówkę oraz śrutę. Pod koniec XIX w. (być może w 1890 r.) spłonął w pożarze.

## Obecny młyn
Obecnie istniejący młyn został wybudowany pod koniec XIX w. (być może w 1891 r.) jako budynek jednopiętrowy z nadbudówką na rzucie prostokąta. Początkowo był poruszany kołem wodnym podsiębiernym. Tuż przed I wojną światową zainstalowano turbinę wodną oraz walce. W okresie międzywojennym usunięto kamienie młyńskie, zastępując je walcami. Budynek był kilkakrotnie przebudowywany. W latach 70. XX w. był wyposażony w 3 pary walców i nowoczesne urządzenia czyszczące. W 1986 r. został wpisany do rejestru zabytków (nr rej. 329/8/86 z 1.10.1986). Jego stan na przełomie XX i XXI w. został określony jako dostateczny. Obiekt funkcjonował jako młyn zbożowy do 2017 r. W 2024 r. jest użytkowany jako tartak.
Młyn w Woli Marzeńskiej jest wymieniany jako atrakcja turystyczna. W jego sąsiedztwie przebiegają pieszo-rowerowe szlaki turystyczne: Szlak Młynów nad Grabią i Szlak Osad Młyńskich i Ekofarm nad Grabią, a także szlak kajakowy.